# Ngành dược Việt Nam
Thống kê đến thời điểm cuối năm 2007, tại Việt Nam có khoảng 178 doanh nghiệp (DN) có sản xuất dược phẩm. Trong đó số lượng các DN đạt tiêu chuẩn GMP - WHO chiếm tỷ lệ còn thấp (18 DN), giá trị sản xuất trong nước còn thấp, tuy nhiên đã có những tín hiệu về tăng thị phần thuốc sản xuất trong nước từ 3 năm trở lại đây.
- Năm 2005: giá trị SX trong nước ước khoảng 395 triệu USD trên tổng doanh thu tiền thuốc thuốc tại Việt Nam 817 triệu USD (tương đương 48%)
- Năm 2006: giá trị sản xuất trong nước tăng lên 475 triệu USD (tương đương 49%)
- Năm 2007: dự kiến sản xuất trong nước đạt 600 triệu USD
- Năm 2010: dự kiến sản xuất trong nước đạt 1000 triệu USD

Tuy nhiên do thuốc trong nước có sản lượng sản xuất nhiều (số đơn vị thuốc được sử dụng) chiếm đến 70% nhưng giá trị doanh thu lại thấp hơn vì đa số các mặt hàng trong nước sản xuất là thuốc thông thường nên giá cả khá rẻ, còn các mặt hàng chuyên khoa đặc trị thì phần lớn vẫn phải nhập khẩu từ nước ngoài, giá cả rất cao. Kế hoạch ngành dược đặt ra vào năm 2010 giá trị tiền thuốc sản xuất trong nước đạt 60%, và tăng lên 80% vào năm 2015.
Số lượng hoạt chất các DN Việt Nam đăng ký sản xuất cũng đã tăng lên, theo cục Quản lý dược tính đến năm 2007 các DN Việt Nam đã sản xuất tương ứng với 770 hoạt chất so với tổng 5500 hoạt chất đang được đăng ký tại Việt Nam.

## Các nhà phân phối dược phẩm tại Việt Nam
Tính đến năm 2007 có khoảng 800 DN có đăng ký chức năng kinh doanh dược phẩm tại thị trường Việt Nam, trong đó có khoảng 370 doanh nghiệp nước ngoài chủ yếu hoạt động dưới hình thức văn phòng đại diện. Hàn Quốc, Ấn Độ và Pháp là những quốc gia có DN đăng ký nhiều nhất.
Doanh nghiệp phân phối dược phẩm tại thị trường Việt Nam được phân chia ra làm hai loại. Một là các DN tiền thân của nhà nước chuyên làm chức năng nhập khẩu hưởng hoa hồng (%) và làm thêm các chức năng dịch vụ kho bãi, giao nhận. Hai là các doanh nghiệp tập trung vào hoạt động tiếp thị và xây dựng các hệ thống phân phối.
Các doanh nghiệp này làm dịch vụ nhập khẩu ủy thác nên doanh số báo cáo thường rất lớn, doanh thu trên sổ sách từ vài trăm tỷ đến vài nghìn tỷ mỗi năm. Tuy nhiên phần doanh số này chủ yếu do các Văn phòng Đại diện các hãng dược tại Việt Nam và nhà phân phối của họ quản lý nên các doanh nghiệp nhập khẩu ủy thác chỉ có được vài phần trăm hoa hồng cho doanh số trên (khoảng từ 1%-3%).
Đây là những doanh nghiệp thực sự nắm giữ thị trường phân phối cả nước, hệ thống đại lý, khánh hàng và nhân viên thương mại (trình dược viên) của họ đông đảo và mạnh nhất, doanh số của các DN này đạt từ 100 tỷ cho đến hơn 1000 tỷ hàng năm. Lợi nhuận rất lớn, đây cũng chính là lực lượng gây ảnh hưởng nhiều nhất đến giá thuốc tại Việt Nam, đặc biệt là 3 hãng lớn nhất: Zuellig Pharma, Mega Product, Diethelm. Mặc dù theo cam kết WTO, quyền phân phối dược thuộc về phía Việt Nam, tuy nhiên các công ty có này đã tham gia vào hầu hết các khâu của quá trình phân phối.
Trong số các công ty phân phối dược Việt Nam, Codupha nổi lên là nhà phân phối có nhiều kinh nghiệm, chuyên nghiệp và có độ bao phủ rộng trên toàn quốc thông qua hệ thống các chi nhánh, trung tâm phân phối, hệ thống tiếp thị bán hàng, giao hàng. Các công ty phân phối dược khác cũng đang từng bước chuyên nghiệp hóa, tuy nhiên có nhiều khó khăn do hạn chế về nguồn lực, hệ thống kho bãi, vận chuyển, tiếp thị...

## Mạng lưới cung ứng thuốc tại Việt Nam
Tính đến năm 2008, trên toàn lãnh thổ Việt Nam có:
- 29.541 quầy bán lẻ thuốc
- 7.490 nhà thuốc tư nhân
- 7.417 đại lý bán lẻ thuốc
- 7.948 quầy thuốc thuộc trạm Y tế xã
- 464 quầy thuốc thuộc DN nhà nước
- 6222 hiệu thuốc thuộc DN nhà nước (đã CP)

Nhìn chung hệ thống lưu thông, phân phối thuốc đã phát triển rộng khắp, đảm bảo đưa thuốc đến tận tay người dân. Trung bình một điểm bán lẻ phục vụ 2000 người dân.
Trong số lượng lớn 29.541 quầy bán lẻ thuốc, thì đây là những quầy nhỏ, số lượng chủng loại thuốc ít và chủ yếu là các loại thuốc thông thường phục vụ cho người dân. Đại đa số các loại quầy này tập trung tại các vùng nông thôn, tỉnh lẻ.
Tại các thành phố lớn, thì số lượng các nhà thuốc tư nhân chiếm áp đảo. Chỉ riêng tại TP. Hồ Chí Minh đã có hơn 3000 nhà thuốc tư nhân và Hà Nội hơn 1000 nhà thuốc tư nhân. Phần còn lại nằm tại các thành phố, thị xã trung tâm các tỉnh. Tại các thị trấn huyện ở các tỉnh có rất ít nhà thuốc, trung bình mỗi thị trấn có khoảng 1 đến 2 nhà thuốc như vậy.
So sánh chủng loại và số lượng thuốc, thì tại các nhà thuốc tư nhân có số lượng, chủng loại nhiều gấp bội so với các quầy thuốc tại các vùng nông thôn, tỉnh lẻ. Các nhà thuốc tư nhân tại thành thị ngoài các mặt hàng thông thường, thường có thêm một số loại thuốc đặc trị, ngoại nhập mà các quầy thuốc ở vùng nông thôn không có bán.